# 761 (szám)
A 761 (római számmal: DCCLXI) egy természetes szám, prímszám.

## A szám a matematikában
A tízes számrendszerbeli 761-es a kettes számrendszerben 1011111001, a nyolcas számrendszerben 1371, a tizenhatos számrendszerben 2F9 alakban írható fel.
A 761 páratlan szám, prímszám. Normálalakban a 7,61 · 102 szorzattal írható fel.
Mírp.
A 761 négyzete 579 121, köbe 440 711 081, négyzetgyöke 27,58623, köbgyöke 9,12981, reciproka 0,0013141. A 761 egység sugarú kör kerülete 4781,50402 egység, területe 1 819 362,279 területegység; a 761 egység sugarú gömb térfogata 1 846 046 259,2 térfogategység.
A 761 helyen az Euler-függvény helyettesítési értéke 760, a Möbius-függvényé −1.